# Anorí
Anorí è un comune della Colombia facente parte del dipartimento di Antioquia.
Il centro abitato venne fondato da Juan de la Rosa Leonín de Estrada nel 1808, mentre l'istituzione del comune è del 1821.